# Alexandru Beldiman

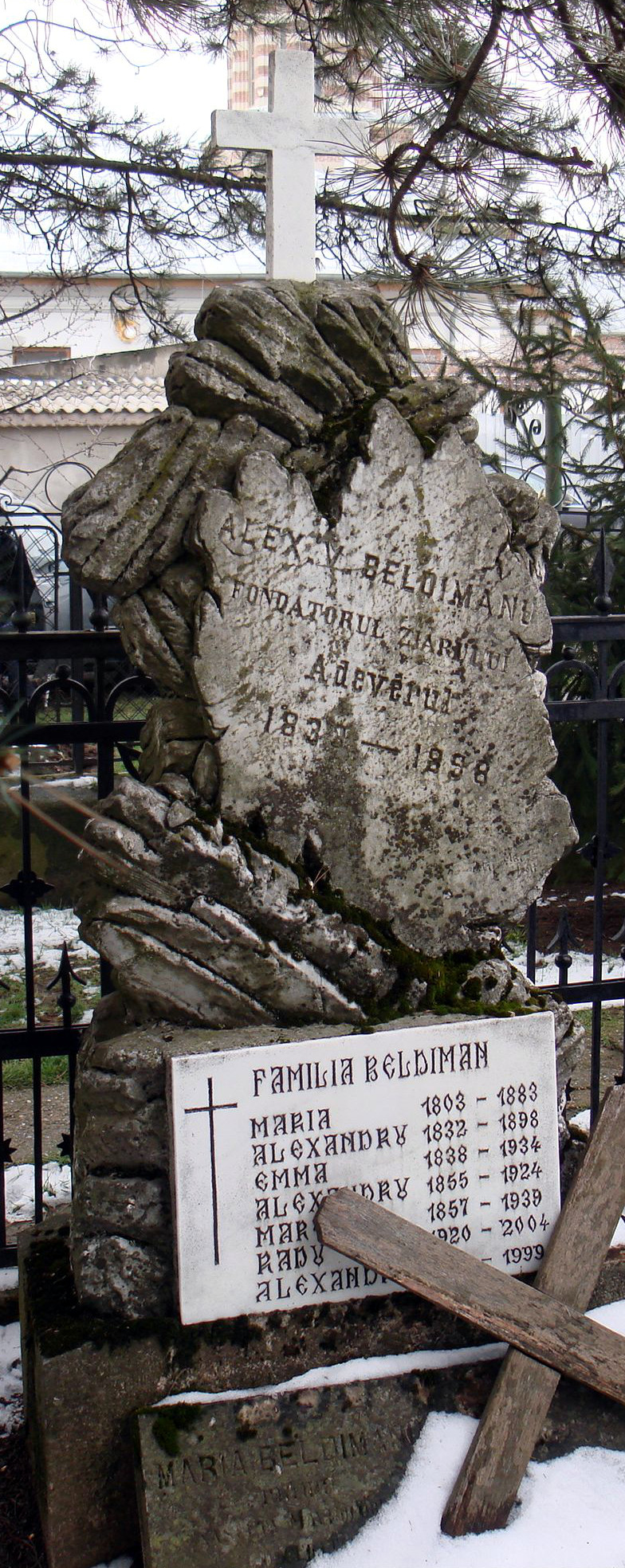
Mormântul lui Alexandru Beldiman în cimitirul Mănăstirii Samurcășești

Alexandru V. Beldiman (n. 30 decembrie 1832, Iași, Moldova – d. 17 februarie 1898) a fost un ziarist și publicist român, partizan al lui Alexandru Ioan Cuza.

## Familia
Alexandru V. Beldiman s-a născut în anul 1831, la Iași, ca fiu al boierului moldovean Vasile Beldiman și nepot al Vornicului Alexandru Beldiman, autorul cărții Eteria sau Jalnica tragodie. A fost trimis de mic în Elveția apoi la Paris, pentru studii, chiar în timpul mișcărilor revoluționare.
După ce s-a întors în țară, s-a căsătorit cu principesa Smaranda (Emma) Kalimaki, fiica fostului Domnitor al Moldovei Scarlat Callimachi, cu care a avut doi fii: Edmond (ofițer și prefect de Dâmbovița) și Alexandru (născut în 1885, ambasador la Berlin între 1896 și 1916 și delegat al României la Comisia Internațională a Dunării).

## Viața politică și editorială
Beldiman era un fervent activist împotriva domnitorilor străini și susținător al Unirii Principatelor sub un domn pământean. Ca atare, a făcut propagandă pentru alegerea lui Cuza. Odată cu alegerea lui Cuza, s-a mutat la București și a primit funcția de prefect de Ilfov, apoi prefect de poliție la București.
Lovitura de stat din 11 februarie 1866, care l-a obligat pe A.I.Cuza să abdice  și să părăsească țara, l-a determinat pe Beldiman să se retragă la Iași. Aici, la 15 decembrie 1871 a înființat ziarul Adeverulu, în paginile căruia a pornit o campanie împotriva domnitorilor străini și a Hohenzollernilor în special. Ziarul a fost suspendat după 13 numere din cauza atitudinii sale împotriva Hohenzollernilor. Beldiman a fost în repetate rânduri amendat și judecat pentru lezarea imaginii regale. Într-un astfel de proces, după ce Beldiman a fost ținut în detenție mai multe luni, a fost achitat de un juriu în componența căruia intra și Vasile Alecsandri. Victoria sa a fost răsunătoare, însă ziarul Adevărul nu a mai putut fi publicat, din cauza amenzilor care gravau asupra bugetului. Până în 1884 se retrage din viața publică. În 1884 se întoarce la București și începe să scrie la Războiul, cu pseudonimul „Un Moldovean”, campania a fost orientată dată împotriva regelui Carol. Din 15 august 1888, Beldiman a publicat din nou, la București, ziarul Adevĕrul.